# Susan Leo
Susan Leo (* 10. August 1962) ist eine ehemalige australische Tennisspielerin.

## Karriere
Auf der WTA Tour gewann sie einen Einzel- und zwei Doppeltitel.
Von 1980 bis 1983 spielte sie auch für die australische Fed-Cup-Mannschaft. Von ihren 14 Einsätzen gewann sie elf.

## Turniersiege

### Einzel
| Nr. | Datum            | Turnier   | Kategorie                      | Belag           | Finalgegnerin | Ergebnis |
| --- | ---------------- | --------- | ------------------------------ | --------------- | ------------- | -------- |
| 1.  | 22. Februar 1981 | Nashville | WTA Avon Championships Circuit | Teppich (Halle) | Kim Sands     | 7:6, 6:3 |

### Doppel
| Nr. | Datum        | Turnier     | Kategorie                      | Belag             | Partnerin          | Finalgegnerinnen                  | Ergebnis      |
| --- | ------------ | ----------- | ------------------------------ | ----------------- | ------------------ | --------------------------------- | ------------- |
| 1.  | März 1981    | Los Angeles | WTA Avon Championships Circuit | Teppich (Halle)   | Kim Sands          | Peanut Louie Marita Redondo       | 6:1, 4:6, 6:1 |
| 2.  | Februar 1982 | Fort Myers  | WTA Avon Championships Circuit | Hartplatz (Halle) | Marjorie Blackwood | Patricia Medrado Cláudia Monteiro | 2:6, 6:1, 6:2 |